# Élections sénatoriales de 2004 en Saône-et-Loire
Les élections sénatoriales en Saône-et-Loire ont eu lieu le dimanche 26 septembre 2004. Elles ont eu pour but d'élire les sénateurs représentant le département au Sénat pour un mandat de dix années.

## Contexte départemental
Lors des élections sénatoriales du 24 septembre 1995 en Saône-et-Loire, trois sénateurs ont été élus, un RPR et deux UDF.
Depuis, tous les effectifs du collège électoral des grands électeurs ont été renouvelés, avec les élections législatives françaises de 2002, les élections régionales françaises de 2004, les élections cantonales de 2001 et 2004 et les élections municipales françaises de 2001.

## Sénateurs sortants
| Sénateur | Sénateur              | Parti | Fonctions lors de l'élection en 1995             |
| -------- | --------------------- | ----- | ------------------------------------------------ |
|          | Jean-Patrick Courtois | UMP   | Conseiller général, maire de Dompierre-les-Ormes |
|          | Jean-Paul Émorine     | UMP   | Conseiller général, maire de Sennecey-le-Grand   |
|          | André Pourny          | UMP   | Sénateur sortant, maire de Sainte-Radegonde      |

## Présentation des candidats et des suppléants
Les nouveaux représentants sont élus pour une législature de 10 ans au suffrage universel indirect par les 1649 grands électeurs du département. En Saône-et-Loire, les sénateurs sont élus au scrutin majoritaire à deux tours. Leur nombre reste inchangé, 3 sénateurs sont à élire. Ils sont 14 candidats dans le département, chacun avec un suppléant.
| T/S | Candidats | Candidats              | Parti | Principale fonction |
| --- | --------- | ---------------------- | ----- | ------------------- |
| T   |           | Guy Coulon             | PCF   |                     |
| S   |           |                        | PCF   |                     |
| T   |           | Jean-François Nicolas  | PS    |                     |
| S   |           |                        | PS    |                     |
| T   |           | Gilbert Froidevaux     | DVG   |                     |
| S   |           |                        | DVG   |                     |
| T   |           | Martine Hory           | PRG   |                     |
| S   |           |                        | PRG   |                     |
| T   |           | Monique Louis          | DIV   |                     |
| S   |           |                        | DIV   |                     |
| T   |           | André Chassort         | UDF   |                     |
| S   |           |                        | UDF   |                     |
| T   |           | Jean Girardon          | DVD   |                     |
| S   |           |                        | DVD   |                     |
| T   |           | Robert Rolland         | DVD   |                     |
| S   |           |                        | DVD   |                     |
| T   |           | Paul-Victor Sage       | DVD   |                     |
| S   |           |                        |       |                     |
| T   |           | René Beaumont          | UMP   |                     |
| S   |           |                        | UMP   |                     |
| T   |           | Jean-Patrick Courtois  | UMP   | Sénateur sortant    |
| S   |           |                        | UMP   |                     |
| T   |           | Jean-Paul Émorine      | UMP   | Sénateur sortant    |
| S   |           |                        | UMP   |                     |
| T   |           | Marie-Christine Bignon | FN    |                     |
| S   |           |                        | FN    |                     |
| T   |           | Jean Coupat            | MNR   |                     |
| S   |           |                        | MNR   |                     |

## Résultats
| Candidat et parti politique | Candidat et parti politique | Candidat et parti politique | Premier tour | Premier tour | Second tour | Second tour |
| Candidat et parti politique | Candidat et parti politique | Candidat et parti politique | Voix         | %            | Voix        | %           |
| --------------------------- | --------------------------- | --------------------------- | ------------ | ------------ | ----------- | ----------- |
|                             | Jean-Paul Émorine           | UMP                         | 853          | 52,69        |             |             |
|                             | Jean-Patrick Courtois       | UMP                         | 774          | 47,81        | 858         | 52,61       |
|                             | Jean-François Nicolas       | PS                          | 708          | 43,73        | 780         | 47,82       |
|                             | Martine Hory                | PRG                         | 664          | 41,01        | Retrait     | Retrait     |
|                             | Guy Coulon                  | PCF                         | 641          | 39,59        | Retrait     | Retrait     |
|                             | René Beaumont               | UMP                         | 558          | 34,47        | 807         | 49,48       |
|                             | Jean Girardon               | DVD                         | 294          | 18,16        | Retrait     | Retrait     |
|                             | André Chassort              | UDF                         | 71           | 4,39         | 135         | 8,28        |
|                             | Paul-Victor Sage            | DVD                         | 68           | 4,20         | Retrait     | Retrait     |
|                             | Robert Rolland              | DVD                         | 50           | 3,09         | Retrait     | Retrait     |
|                             | Marie-Christine Bignon      | FN                          | 29           | 1,79         | Retrait     | Retrait     |
|                             | Gilbert Froidevaux          | DVG                         | 8            | 0,49         | Retrait     | Retrait     |
|                             | Monique Louis               | DIV                         | 5            | 0,31         | Retrait     | Retrait     |
|                             | Jean Coupat                 | MNR                         | 2            | 0,12         | Retrait     | Retrait     |
|                             |                             |                             |              |              |             |             |
| Inscrits                    | Inscrits                    | Inscrits                    | 1 649        | 100,00       | 1 649       | 100,00      |
| Abstentions                 | Abstentions                 | Abstentions                 | 8            | 0,49         | 5           | 0,30        |
| Votants                     | Votants                     | Votants                     | 1 641        | 99,51        | 1 644       | 99,70       |
| Blancs et nuls              | Blancs et nuls              | Blancs et nuls              | 22           | 1,34         | 13          | 0,79        |
| Exprimés                    | Exprimés                    | Exprimés                    | 1 619        | 98,66        | 1 631       | 99,21       |